# Dinumma varians
Dinumma varians är en fjärilsart som beskrevs av Butler 1889. Dinumma varians ingår i släktet Dinumma och familjen nattflyn. Inga underarter finns listade i Catalogue of Life.